# ايمانويل غارسيا
ايمانويل غارسيا (بالإسبانية: Emanuel David García)‏ (8 يوليو 1993 - ) هو لاعب كرة قدم أرجنتيني يلعب كلاعب وسط.

## روابط خارجية
- ايمانويل غارسيا على موقع قاعدة بيانات كرة القدم.إي يو (الإنجليزية)
- ايمانويل غارسيا على موقع Soccerway.com (الإنجليزية)